# Doug Lind
Doug Lind (Douglas Allen Lind) é Professor Emérito da Universidade de Washington. Lind foi nomeado como um dos membros inaugurais da American Mathematical Society em 2013. Ele também é membro do conselho da Spectra, uma associação de matemáticos LGBT.

## Formação e carreira acadêmica
Lind concluiu o seu doutorado pela Universidade de Stanford, Estados Unidos, em 1973, com a dissertação Locally Compact Measure Preserving Flows e o professor orientador Donald Samuel Ornstein.
Doug Lind se tornou Professor Emérito da Universidade de Washington.
Em 2013, Lind foi nomeado como um dos membros inaugurais da American Mathematical Society.
Douglas Lind orientou três doutorandos: M. Michael Boyle, Albert Fisher e Brenda Praggastis.

## Estudos
Lind é especializado em teoria ergódica e em sistemas dinâmicos, com um interesse especial em sistemas dinâmicos, sobretudo, aqueles que envolvem espações e mapas com estruturas cerebrais.

### Publicações selecionadas
Abaixo, segue uma lista de algumas produções de Lind. Em seu site, é possível obter a lista completa de artigos recentes e artigos antigos.
- 1974: Ergodic Automorphisms of the Infinite Torus Are Bernoulli.[7]
- 1982: Ergodic group automorphisms are exponentially recurrent.[8]
- 1994: Bernoullicity of solenoidal automorphisms and global fields.[9]
- 2004: Algebric Zd-Actions of Entorpy Rank One.[10]
- 2006: Non-archimedean amoebas and tropical varieties.[11]
- 2015: A Survey of Algebraic Actions of the Discrete Heisenberg Group.[12]

### An Introduction to Symbolic Dynamics and Coding
O livro de Douglas Lind e de Brian Marcus apresenta sobre dinâmicas simbólicas, que possuem um importante papel para a codificação de dados e na Álgebra Linear. O leitor deve ter uma noção básica de álgebra linear, e o livro apresenta um desenvolvimento cuidadoso e conta com vários exemplos e mais de 500 exercícios.

## Spectra
Lind foi um membro da Spectra, uma associação para matemáticos LGBTQ+, de 2015 a 2022. Lind realizava os encontros Joint Mathematics Meetings (JMM).